# Міколай Лопуський
Міколай Лопуський (пол. Mikołaj Łopuski; народився 24 грудня 1985, Польща) — польський хокеїст, нападник. Виступає за ГКС (Тихи) у Польській Екстралізі. 
Виступав за команди: СМС II (Сосновець), «Ітонг» (Брно), «Ружомберок», ХК «Ліптовски Мікулаш», «Сточньовець» (Гданськ), «Краковія» (Краків), КТХ Криниця.
У складі національної збірної Польщі провів 58 матчів (27 голів); учасник чемпіонатів світу 2006 (дивізіон I), 2007 (дивізіон I), 2009 (дивізіон I), 2010 (дивізіон I) і 2011 (дивізіон I). У складі молодіжної збірної Польщі учасник чемпіонатів світу 2004 (дивізіон II) і 2005 (дивізіон I). У складі юніорської збірної Польщі учасник чемпіонатів світу 2002 (дивізіон II) і 2003 (дивізіон I).
Чемпіон Польщі (2011).